# La Roche-sur-Yon
La Roche-sur-Yon város Franciaország nyugati részén, a Loire mente régióban, Vendée megye székhelye.
Lakosainak száma 54 699 fő (2022. január 1.). La Roche-sur-Yon Aubigny-les-Clouzeaux, La Chaize-le-Vicomte, Dompierre-sur-Yon, La Ferrière, Mouilleron-le-Captif, Nesmy, Rives de l’Yon, Venansault és Aubigny községekkel határos.

## Története
A történelem során több neve is volt a településnek: 1807–1814 Napoléonsville, 1814–1948 Bourbon-Vendée, 1848–1970 Napoléon-Vendée. A  Bourbon-Conti hercegséghez tartozott. I. Napóleon francia császár kiépítette és a megye székhelyévé tette.

## Éghajlata
| Hónap                         | Jan. | Feb. | Már. | Ápr. | Máj. | Jún. | Júl. | Aug. | Szep. | Okt. | Nov. | Dec. | Év   |
| ----------------------------- | ---- | ---- | ---- | ---- | ---- | ---- | ---- | ---- | ----- | ---- | ---- | ---- | ---- |
| Átlagos max. hőmérséklet (°C) | 8,1  | 9,8  | 12,1 | 14,3 | 18,6 | 22,0 | 24,7 | 24,8 | 22,0  | 17,2 | 11,8 | 9,1  | 16,2 |
| Átlagos min. hőmérséklet (°C) | 2,4  | 2,5  | 3,5  | 5,1  | 8,8  | 11,3 | 13,5 | 13,1 | 11,1  | 8,5  | 4,8  | 3,2  | 7,3  |
| Átl. csapadékmennyiség (mm)   | 94   | 77   | 54   | 76   | 51   | 49   | 45   | 40   | 85    | 102  | 111  | 99   | 884  |
| Forrás: meteofrance.com       |      |      |      |      |      |      |      |      |       |      |      |      |      |

## Demográfia
| Év   | Lakosság |
| ---- | -------- |
| 1793 |          |
| 1800 |          |
| 1806 | 857      |
| 1821 | 2 792    |
| 1831 | 3 904    |
| 1841 | 5 164    |
| 1846 | 6 909    |
| 1851 | 7 498    |
| 1856 | 8 178    |

| Év   | Lakosság |
| ---- | -------- |
| 1861 | 8 298    |
| 1866 | 8 710    |
| 1872 | 8 841    |
| 1876 | 9 755    |
| 1881 | 10 634   |
| 1886 | 11 773   |
| 1891 | 12 215   |
| 1896 | 12 710   |

| Év   | Lakosság |
| ---- | -------- |
| 1901 | 13 629   |
| 1906 | 13 685   |
| 1911 | 14 885   |
| 1921 | 13 629   |
| 1926 | 14 538   |
| 1931 | 15 247   |
| 1936 | 16 073   |
| 1946 | 18 107   |

| Év   | Lakosság |
| ---- | -------- |
| 1954 | 19 576   |
| 1962 | 24 019   |
| 1968 | 36 067   |
| 1975 | 44 713   |
| 1982 | 45 098   |
| 1990 | 45 219   |
| 1999 | 49 262   |
| 2007 | 54 565   |
| 2010 | 52 664   |

## Látnivalók

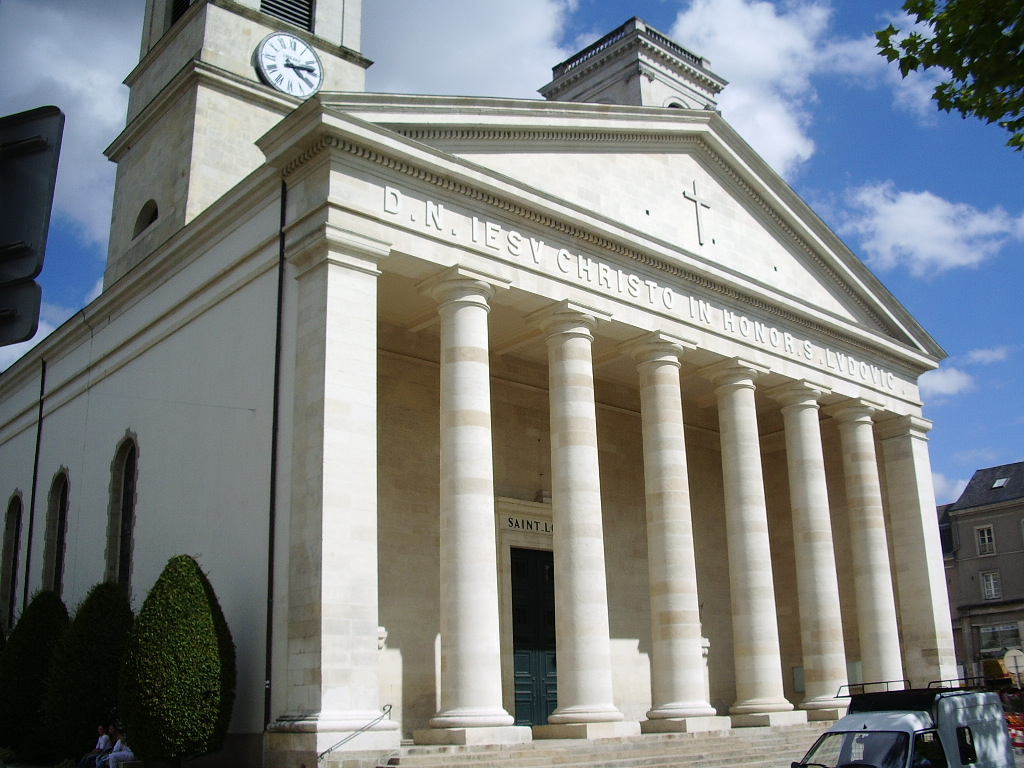
Szent Lajos-templom

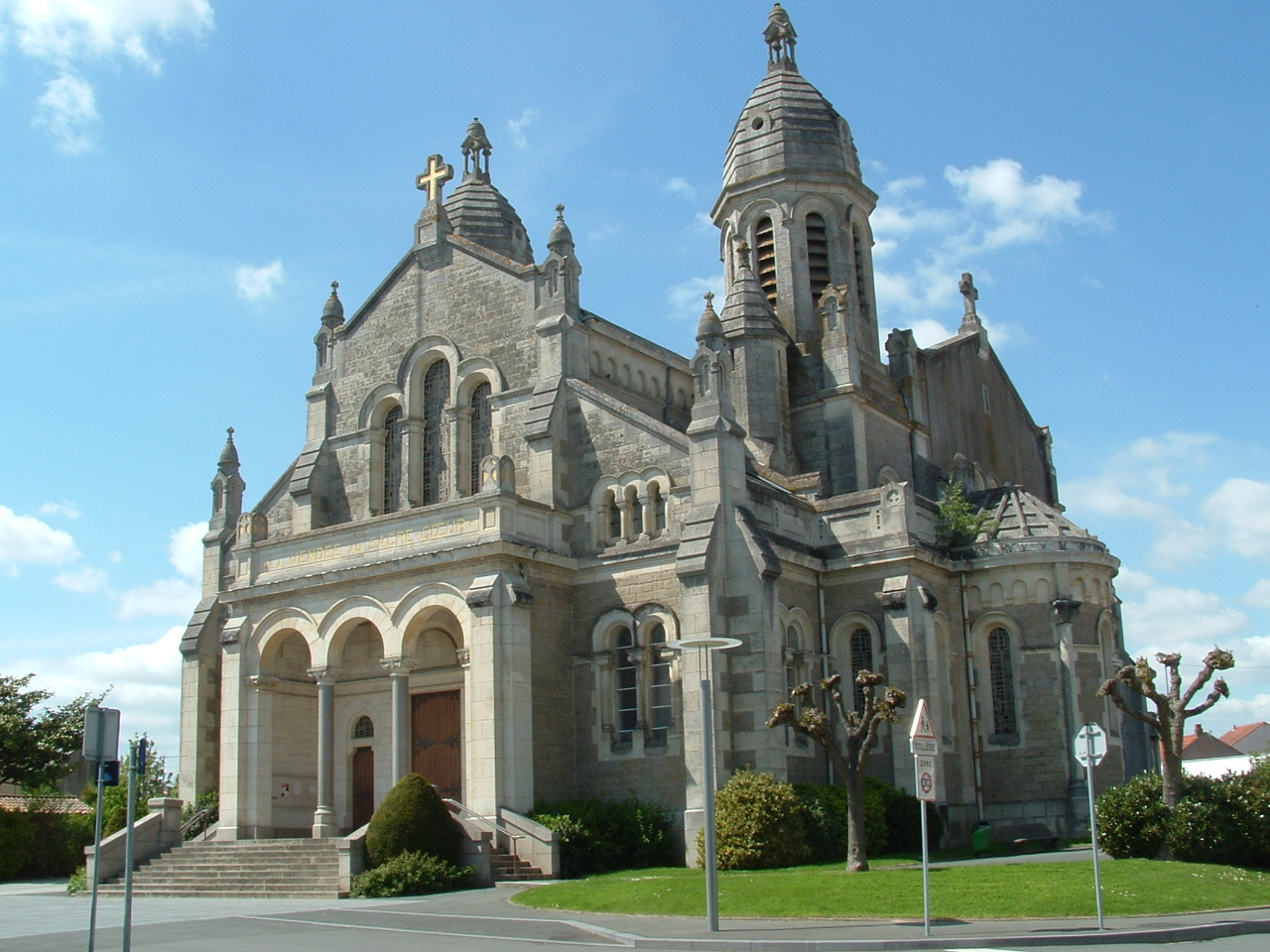
Szent Szív-templom

- I. Napóleon lovasszobra – 1854-ben készült alkotás.
- Szent Lajos-templom – 1817 és 1829 között épült.
- Megyei Múzeum – 1877-ben épült.
- Szent Szív-templom

## Testvérvárosok
- Németország – Gummersbach, 1968 óta.
- Egyesült Királyság – Coleraine, 1980 óta.
- Spanyolország – Cáceres, 1982 óta.
- Kanada – Drummondville, 1982 óta.
- Algéria – Tizi-Ouzou, 1989 óta.
- Németország – Burg bei Magdeburg, 2005 óta.